# Кокейская волость
Коке́йская во́лость — административно-территориальная единица в составе Евпаторийского уезда Таврической губернии. Образована в результате земской реформы 1890-х годов, которая в Евпаторийском уезде прошла позже 1892 года, выделением северо-восточной части Сакской и юго-восточной — Абузларской волостей (в границах 1860 года). Располагалась в центре степной зоны Крыма, на стыке территорий современных Сакского, Раздольненского и Первомайского районов. По «Памятной книжке Таврической губернии на 1902 год» включала 33 деревни, 2 хутора и 5 усадеб. Всего на тот год в волости проживало 3824 человека.
Также на 1902 год в волости числились 2 хутора — Монтанай-Сырт с 33 жителями и Боз оглу Киреит — с 73 и 5 усадеб: Абузлар — со 256 жителями, Асанджи — со 118, Дувановка — 35 чел., Боз оглу Дулина-Натальевка — 38 чел. и Менлер 28 жителей.

### Состояние на 1915 год
По Статистическому справочнику Таврической губернии. Ч.II-я. Статистический очерк, выпуск пятый Евпаторийский уезд, 1915 год, в Кокейской волости Евпаторийского уезда числилось 49 различных поселений (из которых 30 деревень), в которых проживало 2164 человека приписных жителей и 1878 — «посторонних»:

| - Аблам-Джума — 76/14 чел. - Аблам-Орта — 42/6 чел. - Асан-Аджи — 3/103 чел. - Битак-Аккую — 14/66 чел. - Боз оглу Джанке — 45/38 чел. - Боз-Оглу-Монтанай — 34/30 чел. - Боз-Оглу (Прикупа) — 22/12 чел. - Болачи — 55/20 чел. - Бораш-Биюк — 78/41 чел. - Бораш-Кучук — 30/20 чел. | - Булгак — 121/189 чел. - Бурнак — 47/67 чел - Джабага — 183/15 чел. - Джелал — 115/20 чел. - Кабан-Актачи — 66/23 чел. - Кабан-Биюк — 78/40 чел. - Кабан-Кучук — 6/36 чел. - Кара-Корджав — 35/40 чел. - Кокей — 95/34 чел. - Мавлюш — 108/4 чел. | - Мантанай-Сырт — 17/3 чел. - Мантанай-Эльгеры — 50/54 чел. - Майрык — 10/23 чел. - Сабанчи — 19/23 чел. - Салтаба — 108/108 чел. - Такил — 153/49 чел. - Тотман — 75/87 чел. - Урчук — 14/19 чел - Эльгеры-Аблам — 14/36 чел. - Яшлав-Отар — 80/30 чел. |

Также числились 1 хутор, 2 имения Телеш, 14 экономий — Абузлар, Битак-Мурзали, Дувановка, Кокей, Контуган, Курулу, 2 экономии Менлер, Новый Бурнак, Ново-Васильевка (Боз-Оглу), Ой-Джурчи, Сая, Телеш, Урчук. Волость была упразднена постановлением Крымревкома от 8 января 1921 года № 206 «Об изменении административных границ».